# 聖加百列國際學校
圣加百列國際學校是一個華人國際學校，位于菲律賓馬尼拉。它是福建省廈門市裡的廈門岷廈國際學校的友好學校。
- 廈門岷廈國際學校的官方網站